# Albizia polyphylla
Albizia polyphylla är en ärtväxtart som beskrevs av Eugène Pierre Nicolas Fournier. Albizia polyphylla ingår i släktet Albizia och familjen ärtväxter. Inga underarter finns listade i Catalogue of Life.